# Frank Gerald Blaker
Frank Gerald Blaker, škotski pehotni častnik, * 8. maj 1920, † 9. julij 1944.
Leta 1944 je prejel Viktorijin križec, britansko najvišje in najbolj prestižno odlikovanje za pogum pred sovražnikom, ki ga je izkazal med operacijo Četrtek burmanske kampanje druge svetovne vojne.

## Življenje
Sprva častnik v Višavski lahki pehoti, je bil nato dodeljen 3. bataljonu 6. polku lastnih gurških strelcev kraljice Elizabete.
Kot začasni major in poveljnik čete se je leta 1944 odlikoval v boju, zakar je prejel Viktorijin križec.
Utemeljitev za odlikovanje je bila objavljena 26. septembra 1944 v London Gazette:
9. julija 1944 pri Taunggyiju, Burma, je major Blaker poveljeval četi, ki je bila zadržana med pomembnim prodorom zaradi bližnjega ognja iz srednjih in lahkih mitraljezov. Major je prodrl naprej od svojih mož, kljub zelo hudemu ognju in težki rani na roki, našel mitraljeze in sam jurišal na položaje. Kljub temu, da je bil smrtno ranjen, je nadaljeval s spodbujanjem svojih mož, medtem ko je ležal na tleh. Njegovo poveljstvo brez strahu je opogumilo njegove može, da so jurišali in zavzeli dodeljeni cilj.
Blaker je umrl za posledicami ran, prejetih v tem boju. Pokopan je na Taukjanskem vojnem pokopališču v Burmi.